# Municipio de St. Francois (condado de Wayne, Misuri)
St. Francois Township es un municipio del condado de Wayne, Misuri, Estados Unidos. Según el censo de 2020, tiene una población de 1566 habitantes.
Tiene un código censal Z1, que indica que no está en funcionamiento (non-functioning county subdivision).

## Geografía
Está ubicado en las coordenadas 37°6′40″N 90°27′14″O / 37.11111, -90.45389 (37.111074, -90.453931). Según la Oficina del Censo de los Estados Unidos, tiene una superficie total de 314.38 km², de la cual 308.57 km² corresponden a tierra firme y 5.81 km² están cubiertos de agua.

## Demografía
Según el censo de 2020, hay 1566 personas residiendo en la zona. La densidad de población es de 5.08 hab./km². El 93.0 % de los habitantes son blancos, el 0.4 % son afroamericanos, el 0.3 % son amerindios, el 0.3 % son asiáticos, el 0.1 % son isleños del Pacìfico, el 0.3 % son de otras razas y el 5.6 % son de una mezcla de razas. Del total de la población, el 1.2 % son hispanos o latinos de cualquier raza.